# Messier 28
A Messier 28 (más néven M28 vagy NGC 6626) egy gömbhalmaz a Nyilas csillagképben.

## Felfedezése
Az M28 gömbhalmazt Charles Messier francia csillagász fedezte fel, majd katalogizálta 1764. július 27-én. Egyike Messier saját felfedezéseinek.

## Megfigyelési lehetőség
A Kaus Borealis csillagtól nem messze található, közepes kiterjedésű halmaz. Nyári égbolton kistávcsővel is megtalálható. Kezdők gyakran összekeverik a jóval nagyobb méretű, szintén a csillag közelében található M22 halmazzal. 